# 諾森伯蘭郡旗
諾森伯蘭郡旗（Northumberland flag）是英國英格蘭諾森伯蘭郡的旗幟，該旗幟也是諾森伯蘭郡議會的旗幟。。諾森伯蘭郡旗在1951年成為諾森伯蘭郡議會的旗幟，並在1995年成為諾森伯蘭郡旗。諾森伯蘭郡議會發言人曾在2000年對當地的一家報紙表示諾森伯蘭郡旗只應該在諾森伯蘭郡目前的行政範圍懸掛（例如不包括泰恩河畔新堡）。諾森伯蘭郡旗懸掛時右上靠近旗桿的部分應為黃色。